# Большие Озёрки (Корсаковский район)
Большие Озёрки — деревня в Корсаковском районе Орловской области России. Административный центр Марьинского сельского поселения

## География
Деревня расположено в 94 км на северо-восток от Орла.

## Население
| 1857 | 1859 | 1915 | 2002 | 2010 |
| ---- | ---- | ---- | ---- | ---- |
| 750  | ↘661 | ↘445 | ↘348 | ↘317 |